# New Wave 2021
Il New Wave 2021 è stata la diciannovesima edizione del festival musicale New Wave. Si è svolta dal 19 al 25 agosto 2021 a Soči ed è stata la prima edizione dopo la cancellazione dell'edizione 2020. L'edizione è stata vinta dall'Armenia con Saro Gevorgyan

## Partecipanti
| Stato       | Cantante            |
| ----------- | ------------------- |
| Armenia     | Saro Gevorgyan      |
| Australia   | Alfie Arcuri        |
| Azerbaigian | Səmra Rəhimli       |
| Bielorussia | CHEICHAI            |
| Bulgaria    | Denitsa Karaslavova |
| Georgia     | Natia Rigvavaа      |
| Italia      | Fabio Curto         |
| Kazakistan  | Mezzo               |
| Paesi Bassi | Laura & Mark        |
| Serbia      | Edita Links         |
| Spagna      | Jorge Gonzalez      |
| Russia      | Seville             |
| Russia      | RINKEVICH           |
| Russia      | Maskim Subachev     |